# 1923级鱼雷艇
1923级鱼雷艇（德語：Torpedoboot 1923）也被称为猛禽级（Raubvogel-Klasse）或按首艇命名为海鸥级（Möwe-Klasse），是德国国家海军于1920年代建造的六艘鱼雷艇所使用的船级。作为更名后的战争海军的一份子，这些艇具在1930年代末的西班牙内战期间曾多次执行非干预巡逻任务。第二次世界大战爆发后，它们又在1940年的挪威战役中发挥了次要作用，其中信天翁号因搁浅而被毁。同级艇于接下来的几个月里主责护送布雷舰布设水雷，并为商船提供护航，直到9月左右移驻德占法国。在此期间，海鸥号被鱼雷击伤，直到1942年才重新投运。它们从9月开始自行布设雷区，并在战争余下的时间里继续这样做。
1941年初完成改装后，1923级鱼雷艇被转移到斯卡格拉克海峡，受命执行护航任务。大部分幸存的同级艇于1942年返回法国，在“海峡冲刺”行动中协助护送从法国驶往德国的主力舰穿越英吉利海峡。在1942－1943年间，它们主要协助突围舰、破交舰以及潜艇穿越英吉利海峡和比斯开湾。1942年初，海雕号在护送一艘破交舰时遭击沉；而狮鹫号于1942年全年都在进行改装，然后被派驻挪威水域执行护航任务，至1943年才与其驻法国的姊妹艇会合。1944年，该级艇主要负责布雷。狮鹫号于5月遭英国飞机击沉，而神鹫号则被水雷严重炸损。6月，两艘仍具备作战条件的隼号和海鸥号在诺曼底战役期间袭击了盟军舰艇，但收效甚微，于当月下旬遭英国轰炸机击沉。最后一艘幸存的神鹫号也于7月底遭轰炸机炸毁。

## 设计
作为第一次世界大战后的首款新型鱼雷艇设计，1923级鱼雷艇旨在取代1907年至1913年间建造、却仍留在德国国家海军的过时战前舰艇。迅速订购替代品的需求和《凡尔赛条约》的要求极大制约了设计自由度，因此它们的外观和技术在很大程度上可与战争年代的前身——帝国海军的末代大鱼雷艇H-145级相对应。由于排水量受限，它们仅在性能方面就落后于当代盟军同行的设计。《凡尔赛条约》将德国驱逐舰的吨位限制为800長噸（810公噸），因为标准排水量、作战排水量或最大排水量可能会更高。故此，若要遵从这一规定，近年来鱼雷艇在其他海军中所经历的武器装备、尺寸以及排水量的增加就不能纳入新的设计当中。纵向框架结构的应用和以新的电焊技术代替传统的铆接减轻了艇体的重量，但923長噸（938公噸）的标准排水量仍然高于规定限值，官方遂对外发布为800长吨。这款鱼雷艇比旧设计更干燥，但受到上风舵的影响较大，因此“在大风和低速时几乎不可能保持航向”。该设计还因配备了太多鱼雷而受到批评，因为它们在第二次世界大战期间才会实际用到。
同级的首艇海鸥号较其它姊妹艇略小，水线长和全长分别为84.7米和87米，因为它配备了圆形的巡洋舰型艉，而不是其姊妹艇扁平的肋板方艉。1923级其余艇只的水线长和全长则分别为85.7米和87.7米。所有艇只都有8.25米的舷宽以及平均3.65米吃水深度。它们的标准排水量为938吨、满载时则可达1,310吨，惟海鸥号的两者排水量分别为811吨和1,232吨。艇体被分成十三个水密隔舱，并具有占龙骨长度比重为96%的双层船底，采用由鱼雷艇钢制成的横向框架和纵向垫板结构焊接而成。艇只的标准船员编制为4名军官和116名水兵。
1923级鱼雷艇是第一批搭载齿轮传动蒸汽轮机的德国军舰，它们拥有两组涡轮机，各负责驱动一副直径为2.5米的三叶螺旋桨。过热蒸汽由三台水管锅炉供应，其运行压力为18.5標準大氣壓（1,875千帕斯卡）。这些涡轮机可输出22,100至23,000匹軸馬力（16,500至17,200千瓦特）的功率，设计航速为32至33節（59至61每小時），但在全套速度试验中，各艇的最高速度范围曾达到31.65至33.69節（58.62至62.39每小時）不等。1923级艇最多可贮存321吨燃料油，理论上能够以20節（37每小時）的速度的巡航2,000海里（3,700）。但实践证明，19節（35每小時）速度下的有效航程仅为1,800海里（3,300）。

### 武器与传感器
竣工时，1923级舰装备有三门150毫米45倍径艇用高射炮作为主炮，一门位于舰艏前部，两门位于舰艉后部；其中舰艉的两门以背负式布局安装在开放式炮架上，另一门则受到炮挡保护。炮架可提升至50°仰角和降低至-10°俯角，发射14.7千克炮弹时的炮口初速为710米每秒。但许多火炮改用32式炮重15.1千克的弹药，将炮口初速提高到785米每秒。新炮弹在44.4°仰角的最大射程为15,175米。每门火炮各备弹100发。
这些艇只还在两座水面三联装挂架上安装有六具500毫米鱼雷发射管，是第一批搭载三联装发射管的德国军舰，并可携带多达30枚水雷。1931年后，这些鱼雷发射管被533毫米管取代，可能使用的是G7a型鱼雷。它具有300千克重的弹头和三档速度/射程设置：30節（56每小時）为14,000米，40節（74每小時）为8,000米以及44節（81每小時）为6,000米。
1931年以后还增加了一对20毫米30式高射炮。这款炮的有效射速为每分钟120发，其0.12千克重的抛体能够以875米每秒的初速发射，使射高达到3,700米，最大水平射程达到4,800米。每门火炮各备弹2,000发。至战争期间，又在2号炮的前方加装了一座四联装20毫米炮；另在艇艉烟囱周围安装有三门以及在舰桥翼台安装有两门20毫米炮，均为单装。1944年前后，同级艇在既有雷达的基础上，还安装了一台FuMB-4“萨摩斯”型雷达探测器。

## 同级艇
| 艇名     | 识别码 | 造船厂               | 动工           | 下水          | 投运          | 结局                                  |
| -------- | ------ | -------------------- | -------------- | ------------- | ------------- | ------------------------------------- |
| 海鸥号   | MÖ     | 威廉港国家海军造船厂 | 1925年3月2日   | 1926年3月24日 | 1926年10月1日 | 1944年6月16日遭飞机击沉               |
| 海雕号   | SE     | 威廉港国家海军造船厂 | 1925年10月5日  | 1926年7月15日 | 1927年5月1日  | 1942年5月13日行动中遭英国鱼雷快艇击沉 |
| 狮鹫号   | GR     | 威廉港国家海军造船厂 | 1925年10月5日  | 1926年7月15日 | 1927年3月15日 | 1944年5月24日遭飞机击沉               |
| 信天翁号 | AT     | 威廉港国家海军造船厂 | 1925年10月5日  | 1926年7月15日 | 1927年5月15日 | 1940年4月9日搁浅被毁                  |
| 神鹫号   | KO     | 威廉港国家海军造船厂 | 1925年11月17日 | 1926年9月22日 | 1928年7月15日 | 1944年5月23日触雷，推定全损           |
| 隼号     | FK     | 威廉港国家海军造船厂 | 1925年11月17日 | 1926年9月29日 | 1927年8月1日  | 1944年6月15日遭飞机击沉               |

## 历史

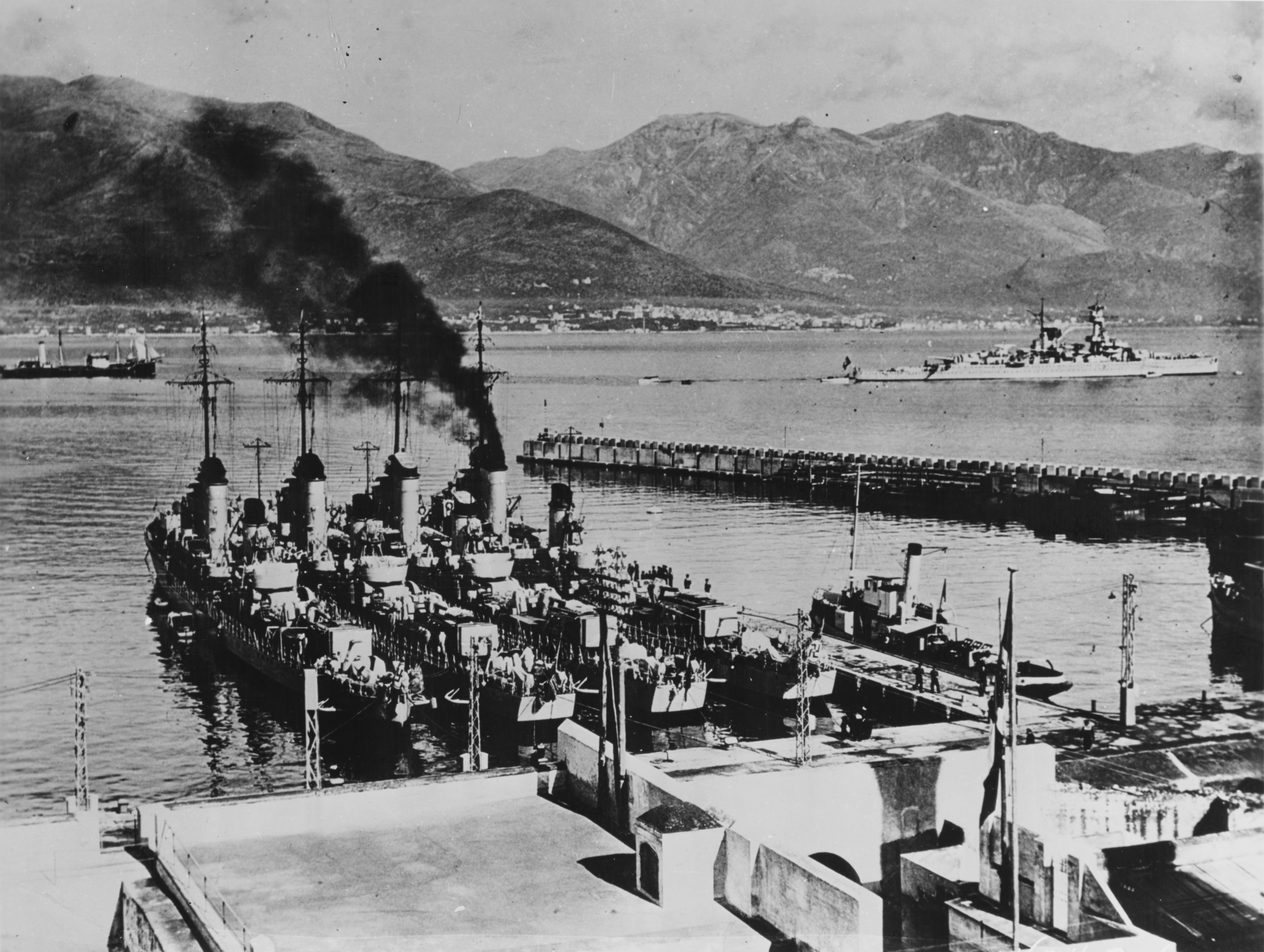
1938年，四艘1923级艇停靠在意大利那不勒斯。海鸥号（最左）可以通过其圆形舰艉来识别。德国号（背景右侧）正在驶离港口。

大部分同级艇最初都隶属于第4鱼雷艇半区舰队（4. Torpedoboots-Halbflottille）。到1936年底，战争海军将其鱼雷艇重组为区舰队建制，其中信天翁号和海雕号被编入第2鱼雷艇区舰队，隼号、狮鹫号、神鹫号和海鸥号则编入第4鱼雷艇区舰队。在西班牙内战期间，这两支区舰队都多次被派往西班牙。1938年5月29日，当装甲舰德国号遭共和军飞机轰炸后，阿道夫·希特勒遂命令其姊妹舰舍尔将军号炮击共和军控制的城市阿尔梅里亚。两天后，该舰在第2区舰队的四艘鱼雷艇（包括海雕号和信天翁号）的伴随下执行了炮击。1938年6月左右，鱼雷艇部队再次重组，海鸥号留在第4区舰队，而狮鹫号、神鹫号和海鸥号则被编入新组建的第5鱼雷艇区舰队。其余同级艇要么正接受改装，要么已作预备役搁置。

### 第二次世界大战
在1939年9月战争爆发之初，第4区舰队解散，海雕号被转移到第6鱼雷艇区舰队。所有1923级鱼雷艇都参与了这年9月3日开始的北海布雷行动。10月3日至5日，信天翁号、隼号和狮鹫号连同三艘驱逐舰在卡特加特海峡及斯卡格拉克海峡执行反航运巡逻，缴获了四艘船。在11月13日、18日和19日，第6区舰队和一或两艘轻巡洋舰与从英国海岸执行布雷任务归来的驱逐舰会合。两天后，这支区舰队在斯卡格拉克海峡巡逻，检查中立国船只是否有搭载违禁品，然后于25日返回港口。12月14日至16日，海雕号和另一艘鱼雷艇美洲豹号继续在斯卡格拉克海峡执行违禁品巡逻，并扣押了六艘船只。
在1940年4月入侵挪威期间，全部六艘同级艇都在最初的攻势中发挥了次要作用。信天翁号、神鹫号和海鸥号被派去支援对挪威首都奥斯陆的攻击，而隼号、狮鹫号和海雕号则被派往南部沿岸协助占领克里斯蒂安桑和阿伦达尔。4月8日至9日夜间，信天翁号在奥斯陆峡湾入口处击毁一艘挪威巡逻艇，打响了进攻的第一枪。当天上午晚些时候，它又与姊妹艇神鹫号一同参与了占领霍滕海军基地的行动。当天下午，信天翁号搁浅被毁。海鸥号负责将部队运送到奥斯陆峡湾，然后搜寻沉没的重巡洋舰布吕歇尔号的幸存者。狮鹫号运送部队占领了不设防的市镇阿伦达尔，继而在守军投降后与海雕号至克里斯蒂安桑会合。隼号则负责将增援部队运往克里斯蒂安桑。尽管有狮鹫号、海雕号和另一艘鱼雷艇猞猁号护航，一艘英国潜艇还是于4月9日用鱼雷击中了轻巡洋舰卡尔斯鲁厄号，致其瘫痪，狮鹫号不得不发射两枚鱼雷将其凿沉。两天后，当装甲舰吕措号在没有护航的情况下驶回德国时，它也在丹麦海岸遭一艘英国潜艇击瘫，全部五艘1923级艇都响应赶往提供援助。
当月晚些时候，狮鹫号、神鹫号和海鸥号开始为布雷舰护航，当它们在斯卡格拉克海峡布设雷区时，海鸥号于5月8日遭一艘英国潜艇用鱼雷击中。其艇艉在爆炸中被毁，在漫长的维修过程中，该艇重建了与姊妹艇相同样式的艇艉。在接下来的几个月里，当不需要护送布雷舰时，它们还负责护送船只穿越斯卡格拉克海峡、卡特加特海峡和挪威水域。仍具备作战条件的幸存艇此时被整合至第5鱼雷艇区舰队，它们于8月和9月在北海西南部执行了多次布雷任务。月底，区舰队在英吉利海峡布下雷区，10月又两次向同一片海域出击，并在第二次击沉了四艘盟军小型舰艇。当月晚些时候，这支区舰队移驻德占法国的圣纳泽尔，12月，其成员又在英吉利海峡布设了两处雷区。

#### 1941－1944年
隼号于1941年初被调往挪威，在接下来的几个月里为布雷舰护航，而海雕号在这段时间里护送了一次在英吉利海峡的布雷任务。从3月至5月，神鹫号、隼号和海雕号都在荷兰的鹿特丹接受改装。狮鹫号也在同一造船厂进行了短期改装，仅从4月持续至5月。全部四艘艇随后被转移到斯卡格拉克海峡执行护航任务。神鹫号从11月至12月重回鹿特丹进行简要改装，接下来是海雕号，从12月持续到1942年2月。狮鹫号则是从1941年12月到1942年12月在鹿特丹接受了长时间的改装。不同于其它姊妹艇，隼号没有经过进一步改装，而是于1942年1月在法国重新加入第5区舰队，其余姊妹艇在重新投运后也紧随其后。1942年2月12日，在“海峡冲刺”行动期间，它们在灰鼻岬附近加入了战列舰沙恩霍斯特号、格奈森瑙号和重巡洋舰欧根亲王号的护航部队。从3月12日到4月2日，尽管遭到英国人的猛烈攻击，但区舰队仍护送破交舰米歇尔号成功穿越英吉利海峡，并击伤两艘英国驱逐舰。海鸥号直到1942年初才完全投运，并于同年5月转移到法国。从5月12日到19日，区舰队护送破交舰施蒂尔号通过英吉利海峡，在此期间，英国鱼雷快艇于13日击沉了海雕号和另一艘鱼雷艇。6月至8月，隼号在威廉港接受改装，然后返回法国。9月和10月，海鸥号成为从比斯开湾诸港出发前往日本的德国突围舰的护航舰之一。11月29日至30日，隼号和神鹫号又协助护送意大利突围舰科尔泰拉佐号（Cortellazzo）从波尔多穿越比斯开湾。
狮鹫号于1943年的头几个月一直在执勤；3月，它协助护送战列舰和其它船只从挪威特隆赫姆前往阿尔塔峡湾。另一艘意大利突围舰喜玛拉雅号（Himalaya），在神鹫号和另外三艘鱼雷艇的护航下，试图穿越比斯开湾时被英国飞机发现，并于4月9日至11日在猛烈的空袭下被迫返回。4月27日至5月3日，狮鹫号护送一艘轻巡洋舰从哈尔斯塔前往特隆赫姆，继而进一步前往基尔。5月3日至7日，狮鹫号、海鸥号和美洲豹号又为布雷舰在北海布设新的雷区提供护航。全部四艘幸存的1923级艇于6月4日至6日也在英吉利海峡布设了两处雷区。当月晚些时候，这些艇只返回法国，协助护送德国U艇穿越比斯开湾，并一直持续到8月初。海鸥号和神鹫号于9月3日至5日协助在英吉利海峡布设了两处雷区。随后，神鹫号和狮鹫号于当月晚些时候又在同一片水域再布设一处雷区。
1944年3月21日和22日，由狮鹫号、海鸥号、神鹫号、美洲豹号和另外两艘鱼雷艇组成的第4与第5鱼雷艇区舰队在英吉利海峡布设雷区。次月，区舰队又于4月21日至22日夜间布设了一处雷区。第二天晚上，这些鱼雷艇在巴夫勒尔角附近与英国的鱼雷快艇交战，并击沉了其中一艘。4月26日至5月1日期间，区舰队在英吉利海峡共布下五处雷区。三周后，它们奉命从瑟堡转移到勒阿弗尔，并于5月23日至24日夜间出发。狮鹫号、海鸥号、隼号、神鹫号和美洲豹号在翌日清晨遭到盟军飞机的袭击，其中狮鹫号被两枚炸弹击中。它在由海鸥号拖行一段时间后沉没。大约一小时后，神鹫号触雷，不得不也由海鸥号拖曳完成剩余的航程。神鹫号在勒阿弗尔开始了漫长的改装，但当盟军于6月6日登陆诺曼底后，它被拆用作备件。
随着盟军开始在诺曼底登陆，此时由海鸥号、隼号、美洲豹号和新改装的鱼雷艇T-29号组成的第5区舰队在接下来的一周内多次从勒阿弗尔出击，试图击沉盟军舰艇。它们大多没有成功，只是于6月6日击沉了挪威驱逐舰斯文纳号。在6月14日至15日夜间的盟军空袭中，英国皇家空军的炸弹击沉了隼号和美洲豹号，并严重损坏了海鸥号。后者最终于6月16日沉没，但一些武器和设备被打捞出来。神鹫号于6月28日退役，然后于7月31日或8月2日被炸弹击中后宣布为推定全损。